# Cebolla roja

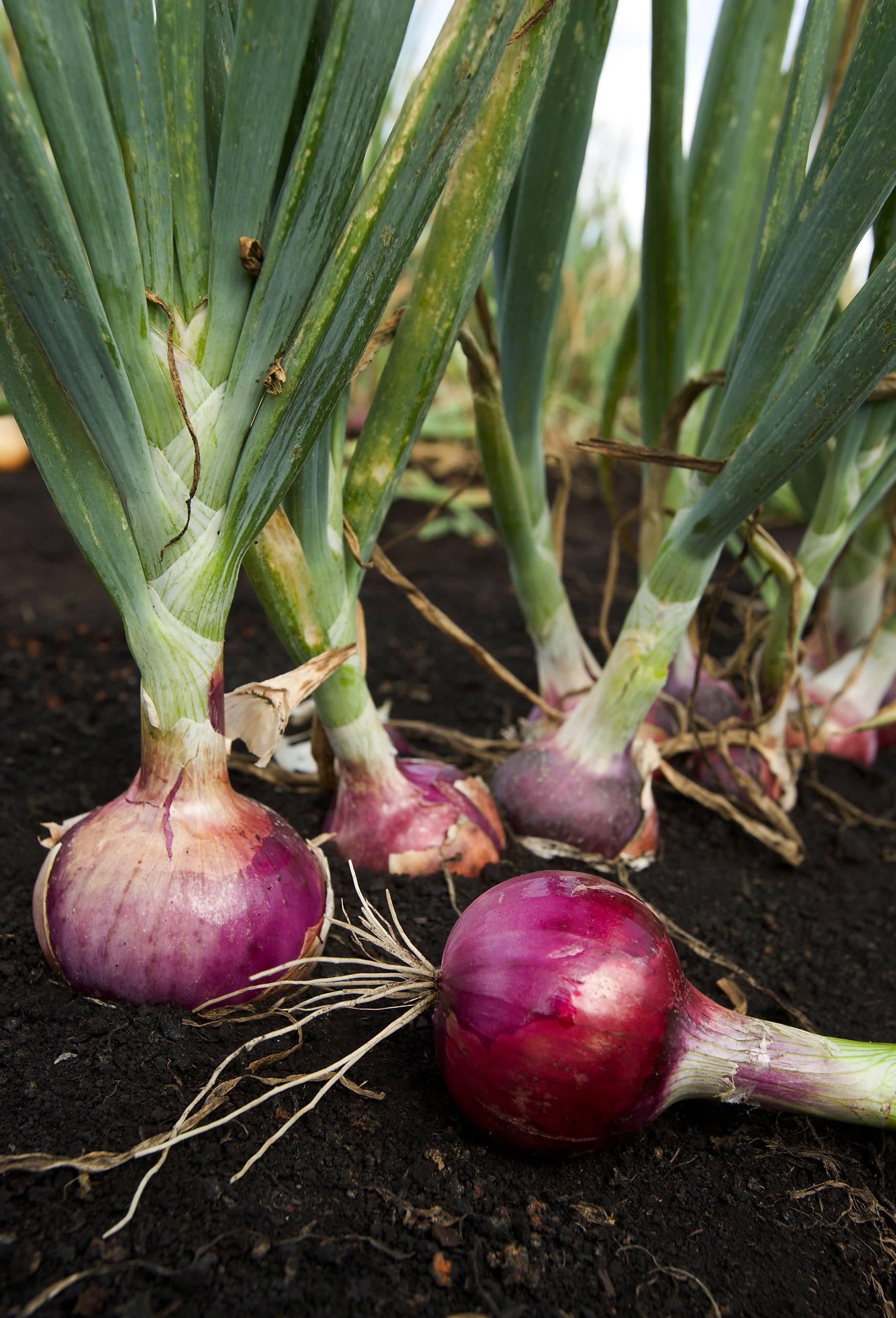
Cebollas rojas

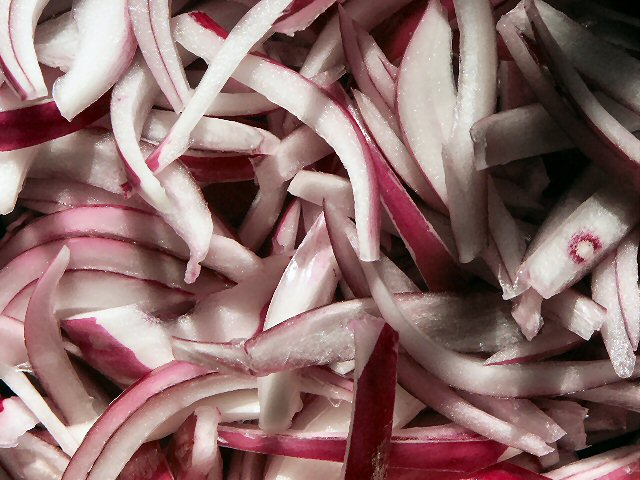
Cebollas rojas cortadas

Las cebollas rojas, llamadas así en Panamá, Colombia, Perú y Ecuador, son cultivares de cebolla con una piel roja púrpura, y una carne blanca con matices rojizos. Dependiendo de su cultivo pueden llegar a tener una tonalidad más púrpura, es por esta razón que en México, Chile, Venezuela y algunos otros lugares se le conoce como "cebolla morada". Tiende a ser de tamaño mediano a grande y a tener un sabor suave a dulce. A menudo se consumen crudas, asadas o cocinadas, levemente con otros ingredientes, o se añade para dar color a ensaladas. 
Tienden a perder su color rojo cuando se cocinan.
Las cebollas rojas están disponibles todo el año. Su color rojo procede de antocianidinas como la cianidina, y son ricas en flavonoides.

## Variedades
- Red Granex
- Red Creole

Intermedias
- Stockton Early Red

Largas
- Carmen
- Southport Red Globe

### Cebolla roja de Turda
La cebolla roja de Turda (condado de Cluj, centro de Rumanía), en rumano ceapa de Turda, es una variedad local con un sabor ligeramente suave y un aroma particular. La zona de cultivo comprende la parte baja del valle de Arieș y la media del valle de Mureș. Los bulbos de la cebolla de Turda se entrelazan tradicionalmente en cadenas largas (1–2 m) para su venta, y pueden encontrarse en mercados tradicionales de todo el centro de Rumanía. Suele servirse fresca, en ensalada y especialmente como guarnición obligatoria de las tradicionales sopas de judía y jamón ahumado.

## Cebolla roja de Tropea

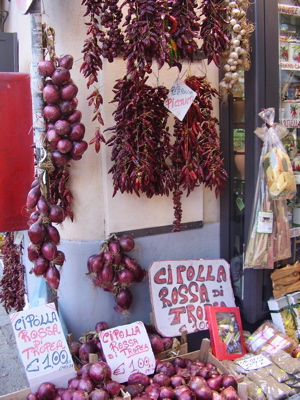
Rossa di Tropea a la venta.

La cebolla roja de Tropea (Italia), en italiano cipolla rossa di Tropea, es una variedad particular de cebolla roja que crece en un área pequeña de Calabria (sur de Italia) llamada Capo Vaticano y cercana a la ciudad de Tropea. Esta cebolla tiene un aroma más fuerte y dulce y su centro es más jugoso y blanco que el de otras cebollas, siendo posible elaborar mermelada con él. El 27 de marzo de 2008 la Unión Europea concedió la designación de Denominación de origen protegida para las cebollas producidas en esta región.